# 뉴질랜드 올림픽 위원회
뉴질랜드 올림픽 위원회(영어: New Zealand Olympic Committee)는 뉴질랜드를 대표하는 국가 올림픽 위원회이다. IOC 코드는 NZL이다. 본부는 오클랜드에 있으며 오세아니아 국가 올림픽 위원회에 소속되어 있다.
1911년에 설립되었으며 1919년에 국제 올림픽 위원회의 승인을 받았다. 올림픽, 코먼웰스 게임을 비롯한 국제 스포츠 대회에 참가하는 뉴질랜드의 선수들을 대표한다.

## 같이 보기
- 올림픽 뉴질랜드 선수단